# حسن بله
حسن بله مواليد 01 يوليو 1942 في العراق - الوفاة 16 مارس 2017 في بغداد، هو لاعب كرة قدم عراقي سابق كان يلعب في مركز الدفاع. لعب في صفوف المنتخب العراقي عام 1963م وعام 1969م. شارك في بطولة كأس العرب 1966.